# Sectes Shinto
 (mars 2024).
La mise en forme du texte ne suit pas les recommandations de Wikipédia : il faut le « wikifier ».
Les points d'amélioration suivants sont les cas les plus fréquents. Le détail des points à revoir est peut-être précisé sur la page de discussion.
- Les titres sont pré-formatés par le logiciel. Ils ne sont ni en capitales, ni en gras.
- Le texte ne doit pas être écrit en capitales (les noms de famille non plus), ni en gras, ni en italique, ni en « petit »…
- Le gras n'est utilisé que pour surligner le titre de l'article dans l'introduction, une seule fois.
- L'italique est rarement utilisé : mots en langue étrangère, titres d'œuvres, noms de bateaux, etc.
- Les citations ne sont pas en italique mais en corps de texte normal. Elles sont entourées par des guillemets français : « et ».
- Les listes à puces sont à éviter, des paragraphes rédigés étant largement préférés. Les tableaux sont à réserver à la présentation de données structurées (résultats, etc.).
- Les appels de note de bas de page (petits chiffres en exposant, introduits par l'outil «  Source ») sont à placer entre la fin de phrase et le point final[comme ça].
- Les liens internes (vers d'autres articles de Wikipédia) sont à choisir avec parcimonie. Créez des liens vers des articles approfondissant le sujet. Les termes génériques sans rapport avec le sujet sont à éviter, ainsi que les répétitions de liens vers un même terme.
- Les liens externes sont à placer uniquement dans une section « Liens externes », à la fin de l'article. Ces liens sont à choisir avec parcimonie suivant les règles définies. Si un lien sert de source à l'article, son insertion dans le texte est à faire par les notes de bas de page.
- La présentation des références doit suivre les conventions bibliographiques. Il est recommandé d'utiliser les modèles {{Ouvrage}}, {{Chapitre}}, {{Article}}, {{Lien web}} et/ou {{Bibliographie}}. Le mode d'édition visuel peut mettre en forme automatiquement les références.
- Insérer une infobox (cadre d'informations à droite) n'est pas obligatoire pour parachever la mise en page.

Pour une aide détaillée, merci de consulter Aide:Wikification.
Si vous pensez que ces points ont été résolus, vous pouvez retirer ce bandeau et améliorer la mise en forme d'un autre article.
Le terme secte shintō 教派神道 (kyōha shintō) ou 宗派神道 (shūha shintō) fait référence à plusieurs groupes shintō organisés indépendants qui ont été exclus par la loi de 1882 du shintoïsme d'État dirigé par le gouvernement japonais. Ces groupes indépendants ont des systèmes de croyances plus développés que le Shinto des sanctuaires traditionnel, qui se concentre davantage sur les rituels. Beaucoup de ces groupes sont organisés au sein de la Kyōha Shintō Rengōkai (教派神道連合会, Fédération des Shinto sectaires). Avant la Seconde Guerre mondiale, la secte shinto était composée de 13 confessions, appelées les 13 écoles shinto. Depuis, il y a eu des ajouts et des retraits d'adhésion.
Alors que le Shinto des sanctuaires est une agrégation de divers sanctuaires et croyances coutumières de diverses régions du Japon (unis sous le grand sanctuaire d'Ise après la période Meiji), le shinto confessionnel est quant à lui basé sur le kokugaku (littéralement « étude nationale ») école de philosophie.
Tenrikyo a été classé comme secte shinto mais est souvent considéré comme une religion monothéiste distincte.

## Aperçu
À partir de la fin de la période Edo, les sectes Shinto se sont établies au cours de l'ère Meiji, après la restauration Meiji. Sa formation a été stimulée par les politiques religieuses du gouvernement Meiji, et elle a émergé à une époque où les discussions théologiques se multipliaient parmi des personnes dans un plus large éventail de classes, plutôt que seulement parmi les intellectuels.
En 1868, l'administration religieuse du tout nouveau gouvernement de la période Meiji édicta l'Ordre de séparation shinto-bouddhiste (Shinbutsu bunri), aboutissant au haibutsu kishaku et à la restauration de l' unité du système rituel et gouvernemental. À la suite de la Proclamation du Taikyo, qui désignait le shintoïsme comme religion d'État ; l' Institut Taikyo fut alors créé, bien qu'il fût rapidement réformé en Bureau des Affaires Shinto et plus tard en la secte Shinto Taikyo.
Au cours de ces premières politiques religieuses d'essais et d'erreurs, le gouvernement Meiji a promu un système nationalisé d'éducation shinto par des instructeurs religieux connus sous le nom de Kyodo Shoku. Cependant, avec la généralisation de la séparation de l'Église et de l'État et de la liberté de religion, le kyōdō shoku prit fin. Cela a produit une division au sein du shintoïsme entre les sanctuaires destinés aux rituels publics gérés par l'État et les groupes religieux centrés sur l'édification. Les groupes qui remplissaient certaines conditions (telles que le nombre d'adeptes) étaient officiellement reconnus comme « confessions indépendantes ». Ce fut le début du shintoïsme confessionnel.
Cette séparation a renforcé l'idée qu'il était nécessaire de créer une institution qui soit une version plus développée de l'ancien centre de pratique Shodo Shido. En conséquence, le gouvernement de l'ère Meiji a créé le Bureau de recherche sur les classiques japonais dans la préfecture de Tokyo, indépendant du Bureau des affaires shinto, afin d'organiser l'exploration d'idées propres au Japon. L'Université Kokugakuin lui succédera par la suite.

## Établissement

### Formation d'un gouvernement uni
La volonté de l'impulsion d'un shintoïsme confessionnel fut la séparation du shintoïsme et du bouddhisme, qui commença en 1868 (première année de Meiji) avec la renaissance du Département des Divinités et la séparation du shintoïsme et du bouddhisme, qui commença avec l'ordre shinto-bouddhiste Hanzen, avec la directive du Daijo-kan.  Cela a conduit à la formation de l'unité du rituel et du gouvernement, et un gouvernement shinto a été relancé. À cette époque, des décrets officiels abolissaient le système héréditaire des prêtres shinto, mettant ainsi fin à la juridiction des familles Shirakawa (ja) et Yoshida sur le shintoïsme. « Les rituels des sanctuaires shinto sont des services religieux de l’État et il est bien entendu vrai qu’ils ne sont pas la propriété privée d’une seule personne ou d’une seule famille. Il s’agit d’une pratique courante dans le pays et les prêtres sont considérés comme une espèce distincte du peuple.
Bulletin no 234 de Taishogun de la 4e année de la période Meiji » Durant cette transition, le concept de missionnaires chargés du prosélytisme du shintoïsme est resté. En 1870 (Meiji 3), la Proclamation impériale du Taikyo désigna le shintoïsme comme religion d’État,. L'Institut Taikyo a été créé en 1872 (Meiji 5) en tant qu'organisation missionnaire, mais a été dissous en 1875 (Meiji 8). La même année, elle fut remplacée par le Bureau des affaires shinto, auquel appartenaient des religions populaires aux l'origines et croyances disparates.

### Ministère de la Religion,kyōdō shokuet Institut Taikyo
En 1872 (de l'ère Meiji 5), le bureau missionnaire fut aboli et remplacé par le ministère de la Religion. En avril de la même année, les prêtres et moines shinto se sont vu attribuer des postes kyōdō shoku, ceux-ci au nombre de 14 rangs. Le ministère fut ensuite dissous en 1877 et les kyōdō shoku furent abolis en 1884.
Le 29 avril, le sacerdoce a été initialement divisé géographiquement en deux, la division orientale étant dirigée par Konoe Tadafusa, prêtre du grand sanctuaire d'Ise, et la division ouest dirigée par Senge Takatomi, le grand prêtre du sanctuaire Izumo Taisha. Comme il fut supposé que l'appartenance religieuse était libre, mais il y avait une lutte pour le pouvoir entre les factions d'Ise et d'Izumo. Le 30 janvier 1873, le système en deux parties fut aboli et les deux furent combinés pour former le shintoïsme. Cependant, plus tard[Quand ?] est devenu un système en trois parties avec Senge Takatomi, Koga Takemichi (ja), et Inaba Masakuni, puis un système en quatre parties avec l'ajout de Tanaka Yoriyasu, le grand prêtre du grand sanctuaire d'Ise. Ce même jour, le Kurozumikyō et le Shinto Shusei furent spécialement créés en tant que sectes confessionnelles shintoïstes, et le système de compartiments géographique fut aboli.
En mai 1873 (6 Meiji), le ministère de la Religion publie une ordonnance fixant les normes d'approbation du kosha (conférence ou réunion religieuse). En août, le ministère approuva le Kurozumikyō, le Tohokami (plus tard Misogi-Kyo), le Mitake et le Fuji Isan (plus tard Fuso-kyo), ainsi que le kosha bouddhiste.
En 1873, l' Institut Taikyo a été créé, d'abord à Kojimachi, Kioicho et plus tard à Masukami, Shiba au Zōjō-ji, en tant que temple principal du kyōdō shoku d'une secte conjointe shinto et bouddhiste. L'Institut Taikyo a été lancé par le côté bouddhiste pour concrétiser l'enseignement du ministère de la Religion, mais il s'est ensuite entièrement concentré sur le shintoïsme. Le côté bouddhiste, dirigé par Shinshū, s'est détaché de la religion.  Le 30 avril 1875 (8 Meiji), l'Institut Taikyo fut alors dissous sur l'ordre du ministère de la Religion.

### Bureau des affaires shinto
Juste avant la dissolution de l'Institut Taikyo, le Bureau des Affaires Shinto fut formé en mars 1875 par un groupe de sanctuaires shinto, principalement au Grand Sanctuaire d'Ise, et dans d'autres sanctuaires à travers le Japon, ainsi que des prêtres et instructeurs shinto appartenant à des sanctuaires shinto privés lié au kosha. Le côté shinto sentit qu'il n'existait aucune organisation correspondant aux différentes sectes bouddhistes,  et le 27 mars 1875 (8 Meiji), le Grand Grand Prêtre Suechi Sanjonishi, le Grand Prêtre en charge Inaba Masakuni, Yoriyasu Tanaka, Hirayama Seisai et Konosetsu Tsume ont adressé une pétition conjointe au ministère de la Religion pour la création d'un bureau gouvernemental pour le shintoïsme,.
Le lendemain, le 28 mars 1875 (8 Meiji), il[Qui ?] a reçu l'autorisation de créer le Bureau des affaires shinto. Le 8 avril, il a demandé au ministère de la Religion de créer le Bureau des affaires shinto. Le contenu de la demande était que même les petits sanctuaires, centrés sur le sanctuaire impérial d'Ise, devraient pouvoir coopérer les uns avec les autres dans le but de propager le shintoïsme.  Le 15 avril, le Bureau des Affaires Shinto a été inauguré dans la succursale de Tokyo du Jingu Shichosha. Une fois le Bureau des affaires shinto créé, qui rassemblait les sanctuaires traditionnellement existants, le shinto kosha et les églises de croyances populaires ; diverses confessions qui remplissaient certaines conditions ont pu devenir indépendantes de celui-ci.
L'année suivante, en 1876 (Meiji 9), un dortoir fut créé au sein de l'Office shinto pour former les prêtres. De plus cette année-là également, le Kurozumikyō et le Shinto Shusei, qui étaient alors dans une croissance florissante, devinrent des dénominations indépendantes.
- Inaba Masakuni qui fut le premier président du Bureau des affaires shinto[18].
- Yoriyasu Tanaka était le chef d'Ise Jingu et le premier chef de Jingūkyō[19].
- Hirayama Seisai était le grand prêtre du sanctuaire Hikawa et le premier directeur du Shinto Taiseikyo et d'Ontake-kyo[20].
- Kousetsu Tsume deviendrait le deuxième ministre en chef de la secte Ontake[21].

En 1886, le Bureau des Affaires Shinto est réorganisé, devenant ainsi plus tard la secte Shinto Taikyo.

#### Polémique sur les divinités du sanctuaire
Le Bureau des Affaires Shinto avait un plan pour faire de Jingu Haruhaiden (devenant plus tard Tokyo Daijingu) le temple central  et un centre de travail missionnaire. Puisque Jingu Haruhaiden devait consacrer un esprit de branche d'Amaterasu, non seulement le ministère de la Religion mais aussi l'empereur visitèrent le bâtiment et obtinrent l'autorisation du Seiin (ja) pour commencer la construction du bâtiment Jingu Haruhaiden, qui a été financée par les dons de l'Agence de la Maison Impériale et de diverses familles.
En 1880, l'opinion de Senge Takatomi sur les divinités à vénérer dans les temples du Bureau des Affaires Shinto était si controversée qu'elle divisa le Shinto entre les deux factions d'Ise et d'Izumo.  Sur ordre de l'empereur de l'ère Meiji, une grande conférence sur le shintoïsme fut organisée en janvier 1881 (14 Meiji), à laquelle participèrent 118 personnes, dont tous les prêtres en chef des bâtiments gouvernementaux et les instructeurs de la sixième année et au-dessus. Cependant, la question n'a pas pu être réglée. Ainsi, elle fut réglée en février par la décision impériale de l'empereur de la période Meiji. 

## Séparation du rituel et de la foi
C'est en janvier 1882, que la séparation du rituel et de la religion shinto fut promulguée par le ministère de l'Intérieur (Yamagata Aritomo) par le biais du projet de loi no 7, qui interdit aux personnes occupant le poste de kyōdō shoku (poste de prêtre enseignant) d'accomplir des rituels, favorisant ainsi la séparation de ceux qui continuaient la prêtrise et l'accomplissant des rituels de ceux prêchant les enseignements et solidifiant la formation des sectes Shinto,
« Les prêtres ne doivent plus servir d'enseignants et ne doivent pas participer aux services funéraires.
24 janvier, 15 Meiji, ministère de l'Intérieur et des Communications no 7 » Des années après cela, le 15 mai 1882, les six factions (dont Jingūkyō) prirent leurs indépendantes. Jingu Haruhayashiden  (la source de la controverse sur le dieu rituel) a été transféré à la propriété de Jingūkyō et rebaptisé sanctuaire Daijingu, et Jingū Taima a été distribué par Jingūkyō. Senge Takatomi a profité de l'occasion pour démissionner de son poste de prêtre du sanctuaire d'Izumo Taisha et l'a remis à son jeune frère, qui est devenu le chef de la secte Izumo Taisha.
Le 11 août 1884, le gouvernement publie une proclamation abolissant le poste kyōdō shoku (poste de prêtre enseignant).  À son tour, cela signifiait que le Bureau des Affaires Shinto avait perdu la raison initiale de son ouverture  et ainsi, en 1886, le Bureau s'est réorganisé ; elle devint plus tard la secte Shinto Taikyo, une des écoles du Shinto.[réf. nécessaire]

### Bureau de recherche sur les classiques japonais
Le Bureau de recherche sur les classiques japonais fut créé le 4 novembre 1881, pour succéder au Bureau des affaires shinto.  Comme son prédécesseur, il s'agissait d'une organisation missionnaire shinto unifiée créée pour former des prêtres shinto. Financé par un don impérial, l'organisation acheta un manoir à Iidacho, Kojimachi-ku (en actuel Chiyoda-ku).
Immédiatement après le Grand Conseil du Shintoïsme, il fut décidé de créer le Bureau sur proposition d'Akiyoshi Yamada, Lord of Home Affairs (ja).  Le prince Arisugawa Takahito en fut nommé premier président et annonça son intention de poursuivre une discipline universitaire japonaise unique. Dans « l'Annonce de création de l'Académie impériale » (signée conjointement par Li-Kuro Kubo, Yorikuni Inoue, Nakasaburo Itsumi et Hans Shishino), l'intention de la création de l'académie était de former du personnel pour maintenir kokutai (l'identité nationale).  L'Institut impérial créa des succursales dans les provinces et qualifia des étudiants au sacerdoce. 
Le Bureau fut ensuite remplacé par l'Université Kokugakuin.

### Universitaires
En décembre 1868 (première année de Meiji), l'Académie impériale fut créée à Kyoto mais fut abolie l'année suivante. Lorsque le ministère des Cultes fut créé en 1872, il était chargé de la recherche dans le shinto.
Des instituts d'études impériales furent créés en 1882 (Meiji 15), les uns après les autres. Cela était dû à une conscience aiguë de la nécessité d’études doctrinales dans la controverse sur les rites et rituels. La controverse était partagée entre les doctrinaires (sectes confessionnelles shinto) et les érudits nationaux (universitaires). À mesure que les doctrines devenaient indépendantes, les érudits nationaux étaient stimulés et la séparation entre doctrine et savoir progressait.  Le 30 avril, Jingūkyō fonde l'Université Kōgakkan à Ise.  Le 30 mai, le Département des lettres classiques a été créé à l'Université de Tokyo. 

## Après la Seconde Guerre mondiale
Le 15 décembre 1945, le Commandant suprême des puissances alliées (GHQ) publia la directive shinto visant à démanteler l’État shinto. En janvier de l'année suivante, le Dai Nihon Shinto-kai, l'Académie impériale et le Jingu Bonan-kai furent dissous pour former l'Association des sanctuaires shinto, une corporation religieuse.  En mars, l'Université Jingu-Shogakukan a été abolie par la directive shinto ; en avril, des représentants de chaque confession ont expliqué leur confession au Département d'information et d'éducation civile du GHQ, dans la salle de radiodiffusion 108.  En juin, lors d'une réunion à la grande église Honshiba de Tenrikyo entre les présidents des différentes écoles et WK Vance, chef de la division des affaires religieuses du GHQ, les forces d'occupation ont promis de n'imposer aucune restriction aux activités religieuses des sectes shinto. 
Tenrikyo a immédiatement établi une politique de restauration en 1945 et Konkokyo a créé le Conseil pour l'établissement de la foi en 1951 pour éliminer les couleurs shinto.
L'ancien système dans lequel il y avait 13 sectes shinto et 13 sectes bouddhistes reconnues par le gouvernement a été divisé en groupes encore plus petits en tant qu'organisations religieuses lorsque la loi sur les corporations religieuses a été promulguée.[réf. nécessaire]

### Institutions de recherche shinto
De nombreux érudits qui avaient joué un rôle central dans la recherche et l'éducation shinto furent virés et remplacés par des folkloristes tels que Shinobu Orikuchi et Kunio Yanagita, ainsi que par de jeunes érudits shinto qui ont échappé à l'expulsion.  Le 20 mars 1946, l'Université Kokugakuin est devenue une société et la formation des prêtres, commandée par le ministère de l'Intérieur, s'est poursuivie à partir d'avril sous la forme d'une nouvelle commission du bureau principal de Jinja. L'année suivante en 1947, Vance et Woodard de la Division des Affaires Religieuses du GHQ décidèrent qu'il n'y avait aucun problème avec l'étude du Shinto et la formation des prêtres en tant qu'université privée, et en 1948, le Département des Affaires Shinto fut créé pour former une organisation de formation Shinto.
L'association d'étude Shinto, qui dispensait des cours de shintoïsme, fut également dissoute en 1946.  En juillet 1949, lors d'une réunion de la Fédération des sectes shinto à la grande église Kinko de la succursale de Tenrikyo à Tokyo, il fut décidé que les conférences shinto auraient lieu au département de formation shinto de l'Université Kokugakuin au nom de la Fédération des sectes shinto ; cette pratique s'est poursuivie jusqu'en 1966.  La tenue de cours shinto est fait la promotion de cette université en tant qu'université shinto combinant à la fois le shintoïsme des sanctuaires et les sectes shinto.  En 1996, l'Université Kokugakuin était considérée comme la seule université à proposer un cours sur les sectes shinto.[réf. nécessaire]

## Sectes

### Aperçu
Il existe au sein des sectes cinq grands groupes principaux de sectes Shinto :
1. Lignée Fukko Shinto (en) (Revival Shinto) ; qui comprend la Shinto Taikyo, la Shinrikyo et la Izumo-taishakyo (qui provient d'Izumo Taisha)[25]
2. Shinto confucéen ; qui comprend la Shinto Taiseikyo (en) (神道大成教?)  et la Shinto Shusei[25]
3. Lignée des cultes des montagnes ; qui comprend la Jikkō kyō, la Fuso-kyo et la Ontake-kyo[25]
4. Sectes de purification ; qui comprend la Misogikyo et la Shinshu-kyo[25]
5. Groupes utopiques ; qui comprend la Kurozumikyō, la Tenrikyo et la Konkokyo[25]

Tenrikyo est désormais classé par l'Agence des affaires culturelles comme une religion différente, et non plus comme une dénomination shinto.

### Histoire
Les premières dénominations indépendantes furent Kurozumikyō et Shinto Shusei en 1876 (Meiji 9). Jingūkyō a été fondée en 1882, mais réorganisée plus tard en Association du sanctuaire d'Ise offerte  en 1899 (Meiji 32).
En 1895, huit dénominations qui sont Izumo Taisha-kyo, Kurozumikyō, Ontake-kyo, Jikkō kyō, Shinto Taiseikyo, Shinshu-kyo, Fuso-kyo et Jingūkyō ; ils se joignirent pour former le Shintō Dōshikai (Littéralement Société des collègues shinto),,. En 1899 (Meiji 32), le groupe fut rejoint par le quartier général shinto (Shinto Taikyo), Shinrikyo et Misogikyo, et le nom fut changé en Shintō Konwakai ; la même année, Jingūkyō se réorganise sous le nom de Jingū Hōnsaikai et se retire de la fédération. En 1912 (Meiji 45), Konkokyo, Shinto Shusei et Tenrikyo se joignirent, formant 13 groupes (14 en incluant l'échappée Jingūkyō), et le nom fut changé en Shintō Kyōha Rengōkai. En 1934, le nom actuel Kyōha Shintō Rengōkai fut adopté.
Après la Seconde Guerre mondiale, Oomoto rejoint la fédération, mais Tenrikyo et Shinto Taiseikyo se retirent. Tensha Tsuchimikado Shinto a été rétabli après la guerre, mais n'a jamais rejoint la fédération. Shinshu-kyo s'est retiré en 1959 mais est revenu dans les années 1994[réf. nécessaire].
En 1995, à l'occasion du 100e anniversaire de sa formation, a eu lieu le « 100e anniversaire de la formation de la Fédération des Églises shinto ». En plus du Misogi-kyo, du Shinto Taikyo, du Jingūkyō, du Konkokyo, du Kurozumikyō, du Fuso-kyo, de l'Ontake-kyo, du Shinrikyo, de l'Oomoto, du Shinshu-kyo, du Shinto Shusei, de l'Izumo Taisha-kyo et de douze autres confessions, les présidents du Tenrikyo et Shinto Taiseikyo était également présent.
Aujourd'hui, la fédération compte 12 groupes affiliés.
| Dénomination                 | Fondateur(trice)         | Date de fondation | Date de l'indépendance | Rejoint la fédération | Retiré de la fédération | Fidèles   | Prètres | Sanctuaires et églises |
| ---------------------------- | ------------------------ | ----------------- | ---------------------- | --------------------- | ----------------------- | --------- | ------- | ---------------------- |
| Kurozumikyō                  | Munetada Kurozumi (ja)   | 1846              | Octobre 1876           | 1895                  | NC                      | 297,351   | 1,312   | 307                    |
| Shinto Shusei                | Nitta Kuniteru (ja)      | 1849              | Octobre 1876           | 1912                  | NC                      | 8,084     | 213     | 52                     |
| Jingūkyō (désétabli en 1946) | Yoritsune Tanaka (ja)    | 1882              | Mai 1882               | 1895                  | 1899                    | NC        | NC      | NC                     |
| Izumo-taishakyo              | Senge Takatomi           | 1882              | Mai 1882               | 1895                  | NC                      | 1,266,058 | 8,212   | 161                    |
| Fuso-kyo                     | Shishino Nakaba (ja)     |                   | Mai 1882               | 1895                  | NC                      | 31,150    | 425     | 135                    |
| Jikkō kyō                    | Hanamori Shibata (ja)    |                   | Mai 1882               | 1895                  | NC                      | 10,910    | 250     | 87                     |
| Shinto Taiseikyo             | Hirayama Seisai          | 1882              | Mai 1882               | 1895                  | 1976                    | 21,515    | 173     | 30                     |
| Shinshu-kyo                  | Masatsugu Yoshimura (ja) |                   | Mai 1882               | 1895                  | NC                      | 126,181   | 203     | 93                     |
| Ontake-kyo                   | Osuke Tsuda (ja)         |                   | Septembre 1882         | 1895                  | NC                      | 42,550    | 1,119   | 346                    |
| Shinto Taikyo                | Inaba Masakuni           | 1872              | Janvier 1886           | 1899                  | NC                      | 21,375    | 470     | 163                    |
| Shinrikyo                    | Tsunehiko Sano (ja)      | 1880,             | Octobre 1894           | 1899                  | NC                      | 67,248    | 938     | 139                    |
| Misogikyo                    | Masakane Inoue (ja)      |                   | Octobre 1894           | 1899                  | NC                      | 78,675    | 482     | 61                     |
| Konkokyo                     | Kinko Ogami (ja)         | 15/Novembre 1859  | Juin 1900              | 1912                  | NC                      | 397,461   | 3,521   | 1,484                  |
| Tenrikyo                     | Nakayama Miki            | 1838              | Novembre 1908          | 1912                  | 1970                    | 2,000,000 |         |                        |
| Tensha Tsuchimikado Shinto   | Abe no Seimei            |                   | 1953                   | NC                    | NC                      | 50,000    |         |                        |
| Oomoto                       | Nao Deguchi              | 1892              | 1956                   | 1956                  | NC                      | 166,367   | 4,280   | 715                    |
| Total (sensuo stricto)       | NC                       | NC                | NC                     | NC                    | NC                      | 2,534,925 | 21,598  | 3,773                  |
| Total (sensuo lacto)         | NC                       | NC                | NC                     | NC                    | NC                      | 4,584,925 |         |                        |

### Kurozumikyō
Kurozumikyō (黒住教) est un groupe fortement lié à la déesse Amaterasu.

### Shinto Shusei
Le Shinto Shusei (神道修成派) est considéré comme une forme du shintoïsme confucéen. Elle a été fondée en 1849 par Nitta Kuniteru (1829-1902), connu pour avoir lu les Analectes à l'âge de 9 ans. Il a fondé la secte à vingt ans et considérait les Japonais comme des descendants de divinités. Il considérait l'allégeance à l'empereur du Japon comme étant au cœur de sa philosophie ; il était un partisan de Sonnō jōi mais a soutenu plus tard la rébellion de Boshin et la restauration Meiji.
Aux côtés de Kurozumikyō, elle fut l'une des deux premières sectes shinto à obtenir son indépendance en 1876. Elle n’a pas été très active durant la période d’après-guerre.

### Jingūkyō
Jingūkyō (神宮教) était une secte dirigée par le grand sanctuaire d'Ise qui distribuait Jingu Taima (une forme d'ofuda). C'était un rival d'Izumo-taishakyo et a finalement quitté la fédération et en est venu à dominer le Kokka Shintō (shinto d'État).

### Izumo-taishakyo
Izumo-taishakyo a été fondée par Senge Takatomi, et compte 1 266 058 fidèles. Il appartenait à d'une lignée de la Fukko Shinto et, à un moment donné, elle était une rivale majeure de la Jingūkyō.

### Fuso-kyo
Fusō-kyō (扶桑教) est une secte pratiquant le culte des montagnes traditionnellement considérée comme ayant été fondée par Hasegawa Kakugyo (qui était également associé à la Jikkō kyō).

### Jikkō kyō
Jikkō kyō (実行教 ?) est une secte pratiquant elle aussi le culte des montagnes traditionnellement considérée comme ayant été fondée par Hasegawa Kakugyo (qui était également associé à Fusō-kyō).

### Shinto Taiseikyo
Shinto Taiseikyo (神道大成教) est une secte shinto confucéenne, fondée par Hirayama Seisai.

### Shinshu-kyo
Shinshu-kyo (神習教) est une « secte de purification » aux côtés de Misogikyo.
Elle a été fondée par Masaki Yoshimura (1839-1915), qui était un survivant de la purge d'Ansei.  Il a travaillé dans le sanctuaire d'Ise (Ise Jingu) et a ensuite dirigé le sanctuaire Tatsuta, mais en raison de lois restreignant l'enseignement, il a confié ses enfants à Itō Hirobumi (avant de devenir Premier ministre) et a créé une nouvelle branche basée sur ses traditions familiales.

### Ontake-kyo
Ontake-kyo (御嶽教) est une secte pratiquant elle aussi le culte des montagnes dédiée au mont Ontake. Elle comptait 3 millions de membres en 1930, qui sont tombés à environ 40 000 membres en 2020.

### Shinto Taikyo
Le Shintō Taikyō (神道大教) est le successeur direct de l'Institut Taikyo. Son nom « Taikyo » fait référence aux Trois Grands Enseignements proclamés pour la première fois dans la Proclamation de la Grande Doctrine.

### Shinrikyō
Shinrikyo (神理教, litt. « principe divin ») est une secte shinto considérée comme faisant partie de la lignée Fukko Shinto de la secte Shinto, aux côtés du Shinto Taikyo et d'Izumo-taishakyo. Le nom « Shinrikyo » est relativement courant parmi les groupes shinto et utilise des caractères kanji différents de ceux d'Aum Shinrikyo, une organisation sectaire et terroriste.
Elle a été fondée par Tsunehiko Sano (ja), en 1880,. Sano avait déjà étudié la médecine avant de fonder la secte et était un défenseur de la médecine traditionnelle japonaise. Il a étudié le kokugaku (école de philologie et philosophie japonaise) dans sa jeunesse auprès de Nishida Naokai,.
La pensée de Sano a brouillé les frontières entre monothéisme et polythéisme, entrant dans le transthéisme. Son concept de kami visait à résister à la propagation du christianisme tout en composant des enseignements conformes aux objectifs de l'endoctrinement national populaire. Les éléments fondamentaux du concept de kami n'ont pas changé tout au long de sa vie.
Il croyait que l'étymologie de kami dérivait de vital force (Ikimochi). Pour lui, cela mettait l’accent sur l’interdépendance de tout, des humains à la nature, et en tant que tel, cela pourrait être interprété comme une vision monothéiste. Il considérait tous les kami comme unifiés sous un même principe divin, d'où le nom du groupe.

### Misogikyō
Misogikyo (禊教, littéralement "religion Misogi") est considérée comme une « secte de purification » aux côtés Shinshūkyō.
Le groupe est aujourd’hui assez obscur, il est vraiment très axé sur les rituels, et peu de théologie théorique. De cette façon, il contraste avec le Yoshida Shinto (shinto Yuiitsu). Il met l’accent sur le bon état d’esprit et la maîtrise de soi. Il a une influence du shintoïsme confucéen mais constitue sa propre tradition.

### Konkokyo
Konkōkyō (金光教, Konkō-kyō) est un groupe souvent considéré comme sa propre religion, issu du Shinbutsu-shūgō.

### Tenrikyo
Tenrikyo (天理教, Tenrikyō, parfois dit « Tenriisme ») est un groupe de secte shinto fondé par Nakayama Miki. Il est souvent considéré comme une religion distincte du shintoïsme.

### Tensha Tsuchimikado Shinto
Durant la période Edo, la famille Tsuchimikado, descendante d'Abe no Seimei, fonda le Tensha Tsuchimikado Shinto influencé par le shinto confucéen à travers le shinto Suika. Cependant, en raison de l'inclusion de la bonne fortune et de la magie, le gouvernement Meiji l'a considéré comme païen et hérétique et a publié l' Ordonnance d'interdiction Tensha Shinto (天社禁止令) (ja). Après la guerre, il a été restauré sous le nom de « quartier général shinto de Tensha Tsuchimikado » et enregistré en tant que société religieuse plutôt qu'en tant que secte shinto ou sanctuaire shinto.[réf. nécessaire]

### Oomoto
Oomoto (大本, Ōmoto, littéralement Grande Source, ou Grande Origine) est souvent considérée comme une nouvelle religion.

### Nouvelles sectes Shinto
Les nouvelles sectes shinto (shin kyoha Shinto) est un sous-ensemble de sectes shinto qui se compose de nombreuses organisations. Elles sont influencées par le bouddhisme et le confucianisme.
Elles font partie du mouvement de Secte Shinto qui ne sont pas centrée sur les 13 sectes. Les nouvelles sectes shinto ont un dirigent chamanique, un syncrétisme de croyances religieuses et philosophiques, une organisation sociale étroitement liée et un individualisme. Certains groupes parmi elles présentent des caractéristiques du monothéisme, faisant dans les cas extrêmes un compromis entre le bouddhisme, le confucianisme et la religion populaire.

## Voir également
- Ko-Shintō
- Shinbutsu-shūgō
- Haibutsu kishaku